# ويليام بي. ديوك
ويليام بي. ديوك (بالفرنسية: William B. Duke)‏ هو مدرب خيول فرنسي، ولد في 5 ديسمبر 1857 في Wellsville, New York ‏ في الولايات المتحدة، وتوفي في 26 يناير 1926.